# سایرن (بازی ویدئویی)
سایرن (به ژاپنی: サイレン Sairen)، شناخته شده به عنوان فوربیدن سایرن (به انگلیسی: Forbidden Siren) در اروپا و استرالیا، یک بازی ویدئویی در سبک ترس و بقا و مخفی کاری است که توسط کیچیرو تویاما خلق شد و توسط پروژه سایرن در سال ۲۰۰۳ برای پلتفرم پلی‌استیشن ۲ ساخته و توسط سونی اینتراکتیو انترتینمنت منتشر شد.

## روندبازی
بازی سایرن به چندین سناریو تقسیم شده که هرکدام در قسمتی از روستای هانودا اتفاق می‌افتد و به ترتیب زمان در یک جدول با نام خط هدایتگر سازماندهی شده‌است. برای تکمیل کردن هر سناریو بازیکن می‌بایست هدف و مأموریت اصلی خود را که معمولاً شامل دست یافتن به نقطهٔ خروج، مهار کردن یک شیبیتو یا پیدا کردن یک ایتم است را انجام دهد. اهداف و مأموریت‌ها در سناریوهای مختلف مانند اثر پروانه‌ای بهم متصل هستند، و اعمال یک شخصیت در یک سناریو می‌تواند یک هدف ثانویه در سناریو دیگر را آغاز کند. مثال‌هایی از این اقدامات شامل بدست آوردن کلید، قفلگشایی یک در یا در غیر اینصورت اقدامات با اجسامی که به عملیات فعلی ربطی نداشته باشد. برای تکمیل شدن سناریوها می‌توان بارها آن‌ها را تکرار کرد.
به شدت اجتناب از رویاروئی با شیبیتو برای پیشرفتن در بازی تأکید می‌شود. شخصیت‌ها می‌توانند به آرامی راه بروند، از روشن کردن چراغ قوه در سناریوهای تاریک اجتناب کنند، و در پشت اشیا برای جلوگیری از تشخیص خم بشوند. برخی از مأموریت‌ها و اهداف مستلزمه استفاده از اشیا و محیط برای حواس پرتبه شیبیتوهاست که او را از محل معمول خود جا به جا کند. دیگر اقدام‌های لازم بازیکن همراهی و ارسال دستور برای شخصیت همراه و غیرقابل بازیست. بازیکن همچنین در هر زمانی که می‌خواهد می‌تواند فریاد بزند و حواس شیبیتوهای نزدیک خود را پرت کند. همچنین در اکثر مراحل بازیکن می‌تواند در مکان‌هایی مطمئن که مشخص شده مانند کمدها و قفس‌ها پنهان شود و می‌تواند با قفل کردن درها برای جلوگیری از وارد شدن شیبیتوها اقدام کند، گرچه شیبیتو اگر برای وارد شدن تلاش کنند سرانجام قفل را می‌شکنند.
وقتی یک شیبیتو صدای مشکوکی را می‌شنود چنیدین مسیر را برای پیدا کردن مبدأ اصلی صدا جستجو می‌کند. اگر شخصیت وارد خط دید شیبیتو شود به‌طور خودکار شیبیتو او را تعقیب خواهد کرد و با اسلحه برای کشتن او تلاش می‌کند یا او را خفه می‌کند. شیبیتوها معمولاً هنگامی که از وجود شخصیت بازی خبردار شوند با فریادزدن شیبیتوهای نزدیک را هم خبر دار می‌کنند و اگر شخصیت مدت زمانی را به دور از دید باشد شیبیتو منصرف و به عادت همیشگیه خود بازمیگردد.
گذشته از مخفی کاری، اسلحه‌هایی در بازی یافت می‌شود. بازیکن ممکن است در ابتدای بازی یک اسلحه داشته باشد یا در طی یک سناریو آن را بدست آورد یا هیچکدام و فاقد اسلحه باشد. در یک مبارزه بازیکن می‌تواند از ضربه‌های تند و آهسته و پرقدرت استفاده کند. هنگامی که شیبیتوها در یک مبارزه شکست می‌خورند، نمی‌میرند و بعد از مدت زمانی دوباره زنده می‌شوند و به‌طور خلاصه در یک حالت مشکوک ثابت می‌ماند و به‌طور مشابه اگر شخصیت بازی هم صدمه ببیند می‌تواند طی مدت زمانی سلامتی اش بازگردد. شخصیتها در هنگام مبارزه و دویدن استقامتشان را از دست می‌دهند.
سلاح‌های متنوعی در بازی تعبیه شده مانند سیخ یا دیلم. سلاح‌های گرم در بازی محدود هستند مانند هفت تیر و اصلحهٔ دوربین دار. با توجه به خصوصیات سلاح‌های گرم هنگام تیراندازی شیبیتوها صدای شلیک را می‌شنوند و به بررسی می‌پردازند.
در بازی نقشه بازی مناطق احاطه شده و جهت گیریه شخصیت را نشان می‌دهد، گرچه مکان فعلیه شخصیت را نشان نمی‌دهد(فقط نقطهٔ شروع و پایان را نشان می‌دهد). در عوض بازیکن می‌تواند خود را توسط نشانه‌هایی که روی نقشه‌است مکان یابی کند.

در بازی همچنین آیتم‌های متنوعی وجود دارد که در طول هر سناریو بازیکن می‌تواند با بدست آوردن آن‌ها درک بیشتری را دربارهٔ داستان پیدا کند. بعد از بدست آوردن این آیتم‌ها در فهرستی به نام آرشیو ثبت می‌شوند و هر زمانی می‌توانید آن‌ها را نگاه کنید. 

تصویری از بازی سایرن که در آن دو شخصیت کویویا سودا و هیساکو یائو از طریق "افزایش دید" از دید یک شیبیتو با علامت های سبز و آبی مشخص هستند

## داستان
سایرن در یک روستای دورافتادهٔ کوهستانی با نام هانودا  آغاز می‌شود، بطوریکه جامعه‌ای کاملاً سنتی و منحصربه‌فرد را شرح می‌دهد. به دنبال یک اختلال در مراسمی مذهبی در جنگل و همچنین زمین لرزه‌های متعدد در روستا در میانه‌های شب باعث می‌شود که روستا در میان زمان و مکان تلاطم کند و همچنین دریایی بی‌نهایت با رنگ قرمز کوهستان را احاطه کرده‌است.
معمای داستان بر روی تلاش هیساکو یائو تمرکز می‌کند، یک رهبر مذهبی محلی که برای رستاخیز داتاتسوشی  از طریق یک مراسم مذهبی اقدام می‌کند.
عنوان بازی با نام اژیر (سایرن) همان فریاد داداتسوشی است که باعث احضار ساکنان روستای هانودا می‌شود و آن‌ها را در آب قرمز غوطه‌ور می‌کند، در نتیجه باعث خلق ارتشی زیردست با نام شیبیتو  (اجساد مردم) می‌شود.
داستان از نمای ۱۰ بازمانده گفته می‌شود که بعضی از آن‌ها اهل خود روستای هانودا هستند و خارج از ترتیب زمانی در سه روز اتفاق می‌افتد که طی این سه روز اتفاقات مرموزی رخ می‌دهد.

### دستورهای انفعالی و تعاملی
در بازی از یک دکمه برای دستورهای انفعالی استفاده شده‌است. با فشار دادن دکمهٔ مثلث بازیکن از حرکت باز می‌ایستد و فهرستی از دستورها به نمایش در میاید. به عنوان مثال اگر بازیکن در نزدیک یک کلید دکمه را فشار دهد به او اختیار برداشتن کلید داده می‌شود و در کنار درب ماشینی که کلید متعلق به آن است می‌تواند از طریق دستورها از کلید استفاده کند. همچنین در این فهرست دستورهای تعاملی برای ارتباط شخصیت قابل بازی با شخصیت غیرقابل بازی مانند دستور ایستادن در یک جا، همراهی کردن شخصیت و فریاد زدن وجود دارد.

### سیستم "افزایش دید" یا "سایت جک
از ویژگی‌های معین بازی توانایی دسته جمعی تمام شخصیت‌ها با نام "افزایش دید" یا "سایت جک"  یا دیدن یا شنیدن از بعدی نزدیک به شیبیتو، انسان‌ها یا دیگر موجودات داخل بازی است. این فرایند شبیه به تنظیم فرکانس رادیو می‌باشد، بطوریکه آنالوگ سمت چپ کنترلر مانند شماره‌گیری عمل می‌کند. وضوح و محل هر یک از اهداف که شماره‌گیری یا جهت‌یابی شود به ترتیب به به محل و جهت‌یابی شما بستگی دارد. اگر یک سیگنال ردیابی شود، می‌توان آن را به یکی از چهار دکمهٔ کنترلر اختصاص داد تا به راحتی بتوان تغییر سیگنال داد. از طریق افزایش دید، بازیکن می‌تواند محل یک شیبیتو، مسیر گشت، محل‌ها و آیتم‌های مهم را کشف کند. به هر حال همزمان در این حالت بازیکن قادر به حرکت کردن نیست به طوریکه آسیب‌پذیر است.

## شخصیت‌ها
کویویا سودا 
یک نوجوان کنجکاو که شیفتهٔ افسانه‌های اهلی است. کویویا ۱۶ ساله به منطقهٔ هانودا برای پیدا کردن یک روستای ناشناخته که سال‌ها قبل در آن قتل‌عام رخ داده سفر می‌کند. ارتباط او با میاکو کاجیرو داستان اصلی بازی را تشکیل می‌دهد، این دو وقتی که او به رهایی میاکو از چنگ نامزد خواهرش جون  کمک می‌کند همدیگر را ملاقات می‌کنند. کویویا شخصیت اصلی بازی است، شخصیتی که در پایان بازی طی یک مبارزه با داتاتسوشی مواجه می‌شود.
تامون تاکئوچی 
تاکئوچی ۳۴ ساله در رشتهٔ فرهنگ اجدادی و بومی و افسانه در دانشگاه توکیو استاد دانشگاه است، و در هانودا متولد شده‌است. او در زمان خردسالی پدر و مادر خود را در هنگام مراسم مذهبی و زمین لرزه از دست داد. او به ظاهر برای بررسی فرهنگ بومی به هانودا بازمی‌گردد اما در اصل برای جستجوی حقیقت که چه اتفاقی برای خانواده‌اش افتاده است بازمی‌گردد و هدف اصلیش است. تاکئوچی بازی را با اسلحه‌اش که هفت تیر کالیبر-۳۸ است آغاز می‌کند که تا پایان بازی هم توسط چندین شخصیت نیز دست به دست می‌شود.
یوریکو انو 
یوریکو یک دانشجو در توکیو و همچنین شاگرد تامون تاکئوچی است. او به همراه شدن با تاکئوچی برای سفر به هانودا اصرار زیادی می‌کند و در حوادثی که رخ می‌دهد گرفتار می‌شود. او ۲۲ ساله است و یک بار سنگین بر روی استادش است و اکثر اوقات هیجان زده و اذیت‌کننده است. به هر حال او زن مهربانی است، و در هنگام مبارزات به‌طور شگفت‌آوری شجاعتش را حفظ می‌کند. در پایان بازی او که از استادش جدا شده بود به استادش می‌پیوندد و با شکستن در وارد خانهٔ تاکئوچی شده و او را از ارواح پدر و مادرش جدا و او را دور می‌کند.
کی ماکینو 
کی ماکینو ۲۷ ساله متولد تاکاکی یوشیمورا  یک کشیش محلی و برادر شبیه دوقلوی شیرو میاتا است و از آنجایی که ماکینو توسط خانوادهٔ دیگری بزرگ شده با او ارتباط سردی دارد. او بعداً توسط برادرش در طول داستان کشته می‌شود. این موضوع تا حدودی باعث سر در گمی بازیکن در بازی می‌شود، زیرا مرگ ماکینو به‌طور واضح در تصویر نشان داده نمی‌شود. در واقع قبل از اینکه مرگ اتفاق بیفتد صحنه مات و سیاه می‌شود. میاتا اسلحه را بر روی سر خود می‌گذارد و صدای شلیک این نتیجه را می‌رساند که او خودکشی کرده‌است. همچنین بعد از این صحنه بخش‌های قابل بازی بیشتری از کی ماکینو وجود دارد. بعد از آن میاتا جای کی ماکینو را می‌گیرد و لباس او را بر تن می‌کند.
شیرو میاتا 
دکتر میاتا ۲۷ ساله متولد یوشیمورا کاتسواکی  اولین بار در بازی وقتی معرفی می‌شود که در کنار یک قبر کم عمق بیدار می‌شود. او با یک پرستار با نام مینا اوندا ارتباط دارد که بنا به دلایلی که هرگز در بازی به‌طور کامل توضیح داده نمی‌شود او را خفه و در زیر زمین دفن می‌کند. به هر حال جسد او به یک شیبیتو تبدیل می‌شود و در تلاش برای بیرون آمدن است. دراواخر بازی پس از یک رویاروئی پر تنش برادر دوقلویش را به قتل می‌رساند و لباس او را می‌پوشد و خود را به عنوان هویت کی ماکینو فرض می‌کند. سرانجام او زندگی خود را برای پایان دادن به درد و رنج اجساد مردهٔ روستائیانی که تابع خواسته‌های داتاتسوشی نشدند از دست داد.
ریسا اوندا 
ریسا یک زن ضعیف بلند قامت و ۲۱ است. او در هانودا متولد شده اما بعداً به توکیو مهاجرت می‌کند. او برای دیدن خواهر دوقلویش مینا، که هنوز زنده است و در هانودا مشغول به کار است به آنجا می‌رود. او بعد از مراسم تشریفات مذهبی گرفتار می‌شود و با شیرو میاتا مواجه شده که او هم به دنبال مینا است و با یکدیگر برای پیدا کردن مینا به بیمارستان می‌روند. ریسا به زودی با مینا مواجه می‌شود که او به‌طور مهیبی به یک "شیبیتو مغز" تبدیل شده اما ریسا موفق به رهایی و به داخل بیمارستان پناه می‌برد. سرانجام مینا موفق به دام انداختن ریسا در یکی از اتاق‌های بیمارستان می‌شود و از طریق یک ارتباط روانی حقیقتی را در مورد ارتباطش با شیرو میاتا به او نشان می‌دهد. بعد از آن ریسا توسط شیرو میاتا کشته می‌شود در حالی که تحت کنترل خواهرش که شیبیتو است و تبدیل به شیبیتو می‌شود.
مینا اوندا 
درحالی که مینا یک شخصیت قابل بازی نیست و در طول بازی به عنوان یک انسان هرگز دیده نمی‌شود اما نقش زیادی را در بازی ایفا می‌کند. او خواهر دوقلو ریسا است. هنگامی که او در یکی از مراحل بازی معرفی می‌شود، او به یک "شیبیتو مغز" (شیبیتویی که از طریق ذهنش کنترل دیگر شیبیتوها را دارد) تبدیل شده و تمام راهروهای بیمارستان را به دنبال ریسا و میاتا بررسی می‌کند. او همیشه یک بیل را به عنوان یک اسلحه باخود همراه دارد و ظاهراً شبیه همان بیلی است که میاتا او را با آن در طول بازی دفن کرده‌است. در طول بازی چندین مرحله مانند شکست دادن یا مهارکردن او وجود دارد و تقریباً قویترین شیبیتو درون بازی است.
هیساکو یائو  

هیساکو یائو در هنگام رستاخیز داتاتسوشی (موجود سفید رنگ)

هیساکو زنی است در پشت افسانهٔ یائوبیکونی  و به خاطر اینکه از گوشت مردماهی خورده است اکنون به او جاودانگی اعطا شده‌است. هر چند بنظر می‌رسد که او ۲۰ ساله باشد اما در واقع او بالای ۱۰۰۰ سال دارد. هنگامی که داتاتسوشی در سال ۶۸۴ پس از میلاد طی یک قحطیه بزرگ در روستا ظاهر می‌شود، هیساکو یکی از روستاییانی است که از ان گوشت هنگام دفن کردنش می‌خورد. در نتیجه او توسط داداتسوشی لعنت می‌شود تا برای همیشه زندگی کند که هیساکو مراسم مذهبی را آغاز می‌کند که همین جرقهٔ اتفاقت بازی است. سن بالای او موجب شده‌است که او هدف اصلی خود را فراموش کند و مهربانی‌اش را در اوایل بازی به کویو سودا نشان می‌دهد.
میاکو کاجیرو 
این دختر ۱۴ ساله آخرین دختر متولد شده از خاندان کاجیرو است که به او برای احیای داتاتسوشی احتیاج دارند. میاکو سرانجام توسط هیسائو یائو برای بیدار کردن خدایش که بخشی از همان مراسم مذهبیش است او را قربانی می‌کند اما روح او با کویویا برای شکست دادن داتاتسوشی همکاری می‌کند. او نابینا است و فقط از طریق "افزایش دید" می‌تواند ببیند.
ری کو تاکاتو 
زنی ۲۹ ساله که در یک دبیرستان روستایی معلم است. تاکاتو طی یک گردش در بیرون با دانش‌آموزش هرومی یامودا که برای ستاره شناسی رفته بودند، که ناگهان زمین لرزه شروع می‌شود. او چندین سال پیش فرزند خود را بخاطر یک تصادف ناگوار از دست داده و یامودا را به عنوان دختر خود میبیند و به هر قیمتی شده تلاش برای حفظ جان او دارد. سرانجام او جان خود را فدای یامودا می‌کند اما به عنوان یک شیبیتو دوباره زنده می‌شود. او بعداً دانش‌آموزش را در خارج از منطقهٔ مسکونی تابوری  تعقیب می‌کند و با تاکئوچی مواجه و به او حمله ور می‌شود. حتی بعد از اینکه او به یک شیبیتو تبدیل شده حس انسان دوستانه اش کار می‌کند و یک بار یامودا را در مدرسه‌ای از دست ایجی ناگوشی  که مدیر مدرسه بود نجات می‌دهد.
هارومی یامودا 
هارومی یک دانش‌آموز دختر ۱۰ ساله روستایی است که نوعی بینش خاص  مربوط به "افزایش دید" به او اعطا شده‌است. او در بیرون از مدرسه در حال مطالعه صورت های فلکی با معلم خود ری کو تاکاتو است که ناگهان زلزله رخ می‌دهد و مدت طولانی در مدرسه همراه معلمش گیر میفتد سرانجام یامودا از عالم اموات رهایی میابد زیرا هرگز در طول داستان بازی رگ خون گردنش در معرض هیچ آب قرمزی قرار نگرفت. او تنها شخصیتی درون بازی است که می‌تواند از عالم اموات به عالم واقعی بازگردد.
اکیرا شیمورا 
اکیرا یک پیرمرد ۷۰ ساله است که تمام عمر خود را در هانودا زندگی کرده‌است. او همسر و پسرش را در زلزله‌ای در سال ۱۹۷۶ از دست داده و حتی در سال‌های اخیر رنج از دست دادن خانواده‌اش و اینکه نتوانسته از اتفاق افتادن مراسم مذهبی جلوگیری کند را با خود به همراه دارد. او به مانند یک شکارچی در تمام طول بازی باخود یک اسلحه دوربین‌دار دارد. از انجا که او اطلاعتی زیادی در مورد مراسم مذهبی دارد و از کشیش‌های محلی بیزار بود این موضوع از او یک انسان واقعاً منزوی ساخته بود. او کاملاً ناهنجار و بد خلق است اما قد کوتاهش باعث می‌شود که او یه هیولا به نظر نرسد. او با دریایی بیکران که مملو از شیبیتوهای زیادی بود مواجه و این را می‌فهمد که هیچ راهی برای خروج از هانودا وجود ندارد و بعد از ترس انکه به یکی از ارواح تبدیل نشود به خود شلیک می‌کند، این کار بی‌نتیجه بود و سرانجام او به زندگی‌اش اما به عنوان یک شیبیتو بازمی‌گردد.
نائوکو میهاما 
میهاما یک دختر ۲۸ ساله متولد نائوکو تاناکا  مدل سرشناس سابق و فعلی فهرست-ب است که در حال فیلمبردری از هانودا برای برنامهٔ تلویزیونیه ژاپنی با نام ژاپن در تاریکی است. او بسیار مغرور و خودمحور است و به خاطر رقابت شدید در حرفه‌اش، به هر شکلی تلاش می‌کند که ظاهر جوانش را حفظ کند. او به دلیل اتفاقاتی که رخ می‌دهد دیوانه می‌شود و سراجام در تلاش بیهوده برای همیشه جوان ماندن خود را وارد آب قرمز می‌کند.
تاموکو مائدا 
تاموکو یک دختر ۱۴ ساله دبیرستانی است که به دلیل بحث و درگیری با خانواده‌اش از خانه دور شده‌است. اکنون او در سرزمین اموات هانودا گم شده‌است و ناسازگاری با خانواده‌اش را فراموش کرده و به دنبال راهی برای برگشت به خانه است. او پی میبرد که در اطراف یک کلیسا زندگی می‌کردند و در نتیجه به دنبال آنجا می‌گردد و خود را قانع می‌کند که راهی وجود دارد البته نه بدون هیچ سختی. او سرانجام به کلیسا می‌رسد اما او در حال حاضر به یک شیبیتو تبدیل شده و با اشک‌های خونی که از چشم‌هایش جاری شده به پنجرهٔ کلیسا ضربه می‌زند و خانواده‌اش را وحشت زده می‌کند. بعدها خانواده‌اش به شیبتو تبدیل شده و به او ملحق می‌شوند. پس از مدتی این سه نفر یک خانه را برای زندگی کردن تصاحب می‌کنند.

## توسعه

### جلوه ها
به جای استفاده از روش‌های مرسوم ساخت صورت شخصیت‌های بازی توسط جا به جایی پولی‌گان‌ها، از صورت انسان‌های واقعی از ۸ نما تصویر گرفته شده و با قرار گرفتن و ادغام شدن عکس‌ها با یکدیگر به مدل نهایی تبدیل می‌شود. این روش شبیه طرح‌های فیلم‌سازی است که از مانکن صورت‌های خام استفاده می‌کنند، تکنیکی که در انیمیشن‌های یکی از قسمت‌های شرکت والت دیزنی با نام هانتد من شن  استفاده می‌شود. 

تصویری از بازی سایرن که شخصیت تامون تاکئوچی را نشان می دهد و از لحاظ محیطی بسیار شبیه به بازی سایلنت هیل است

### ارتباط با سایلنت هیل
سایرن نیز توسط کیچیرو تویاما کارگردانی و ایده پردازی شده‌است، کسی که سایلنت هیل را خلق و کارگردانی کرده‌است. دیگر اعضای اصلی تیم سایلنت که در ساخت سایلنت هیل نقش داشته‌اند مانند ایسائو تاکاهاشی  و نائوکو ساتو  در خلق سایرن نیز نقش‌های اساسی ایفا کرده‌اند.

## بازتاب‌ها
| گردآورنده  | امتیاز |
| ---------- | ------ |
| گیم‌رنکینگز | ۷۱.۲۴% |
| متاکریتیک  | ۷۲/۱۰۰ |

| ناشر         | امتیاز  |
| ------------ | ------- |
| گیم اینفورمر | ۶.۲۵/۱۰ |
| گیم‌پرو       | ۴.۵/۵   |
| گیم‌اسپات     | ۶.۷/۱۰  |
| گیم‌اسپای     | ۴/۵     |
| آی‌جی‌ان       | ۷.۷/۱۰  |
| ام! گیمز     | ۸۹/۱۰۰  |

سایرن در کل امتیازات مناسبی را دریافت کرد که شامل میانگین امتیاز ۷۲٪ در متاکریتیک با ۴۸ نقد و میانگین ۷۱.۲۴٪ در گیم رنکینگز با ۶۵ نقد است.

## موسیقی متن
موسیقی متن سایرن در ۲۲ ماه اکتبر سال ۲۰۰۸ در ژاپن عرضه شد.
| Track list |
| --- |
| 1. Horatio-Hoshingoeika 2. Mana River Construction Site 3. Arato 4. Hanuda Elementary School I 5. Janokubi Valley 6. Karuwari I 7. Gojaku Peak 8. Hirunotsuka 9. Hanuda Elementary School II 10. You're Not Used to Dealing With This... Leader Makino 11. Miyata Clinic 12. The Secret of Everlasting Life 13. Angel 14. Karuwari II 15. At the Eternal Interstice the Beginning and End Become One 16. The Great Serpent 17. Tabori 18. I Congratulate You, For All Fortune is Yours 19. Shibito Nest I 20. The Gates of Paradise are Open 21. Everlasting Life Means Everlasting Pain 22. Flames of Eternity... In Exchange For My Life 23. Shibito Nest III 24. Just Open the Mirror Gate... Like This 25. It Was You... The One Who Stole the Fruit 26. Inferno 27. Mommy 28. THE BUSTER! 29. Hoshingoeika |

## اقتباس سینمایی
فیلم ژاپنی که با عنوان فربیدن سایرن  با هنرنمایی یوئی ایچی کاوا  در ۹ فبریه سال ۲۰۰۶ که همزمان با عرضهٔ نسخهٔ ۲ این بازی با نام فربیدن سایرن ۲ بود عرضه شد.

## همسنگ‌های انگلیسی
1. ↑  Hanyuda
2. ↑  Datatsushi
3. ↑  Shibito
4. ↑  Sightjack
5. ↑  Kyoya Suda
6. ↑  Jun
7. ↑  Tamon Takeuchi
8. ↑  Anno Yoriko
9. ↑  Kei Makino
10. ↑  Yoshimura Takaaki
11. ↑  Shiro Miyata
12. ↑  Yoshimura Katsuaki
13. ↑  Risa Onda
14. ↑  Mina Onda
15. ↑  Hisako Yao
16. ↑  Yaobikuni
17. ↑  Miyako Kajiro
18. ↑  Reiko Takato
19. ↑  Tabori
20. ↑  Eiji Nagoshi
21. ↑  Harumi Yomoda
22. ↑  ESP
23. ↑  Akira Shimura
24. ↑  Naoko Mihama
25. ↑  Tanaka Naoko
26. ↑  Tomoko Maeda
27. ↑  Haunted Mansion
28. ↑  Isao Takahashi
29. ↑  Naoko Sato
30. ↑  Forbidden Siren
31. ↑  Yui Ichikawa